# Dobitnici Porina 2011.
Porin je najuglednija diskografska nagrada u Republici Hrvatskoj. Ustanovljen je 1993. godine od Hrvatske diskografske udruge, Hrvatske glazbene unije, Hrvatskog društva skladatelja i Hrvatske radio televizije, a redovito se godišnje dodjeljuje od 1994. godine.

## Popis dobitnika
Dobitnici diskografske nagrade Porin u 2011. godini. Porin je dodijeljen u 51 kategoriji, a nagradu za životno djelo dobili su Josip Klima i Drago Diklić.

## Vanjske poveznice
- www.porin.info – Dobitnici Porina 2011.